# Fran Drescher

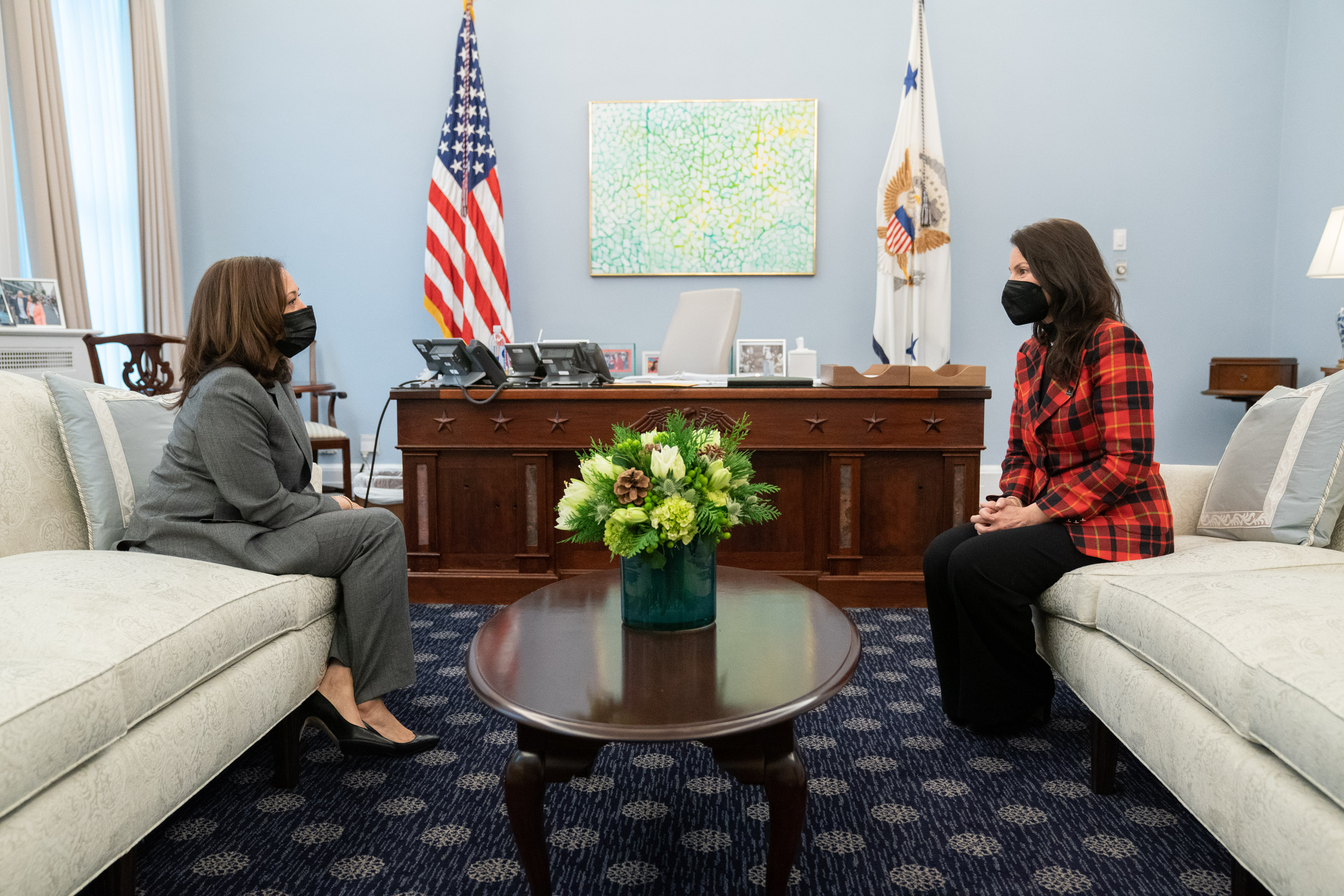
Drescher ontmoet de Amerikaanse vicepresident Kamala Harris in 2021

Francine Joy (Fran) Drescher (New York, 30 september 1957) is een Amerikaans actrice en comédienne.

## Levensloop

### Vroege jaren
Ze groeide op in Kew Gardens Hills, Queens, in een Joods gezin met roots in Zuidoost- en Centraal-Europa. Haar grootmoeder van moederskant, Yetta, werd geboren in Focșani, Roemenië, en haar vaders familie kwam uit Polen. Ze heeft een oudere zus, Nadine. Al op jonge leeftijd was ze zich bewust van haar passie voor acteren en sloot ze zich aan bij de toneelafdeling van de school om haar talent verder te ontwikkelen. Ze ging naar de Parsons Junior High School in Flushing, die sindsdien is opgeheven, en daarna naar de Hillcrest High School in Jamaica, Queens. Haar stem heeft een sterk New Yorks accent. Hoewel veel mensen denken dat haar nasale stem geacteerd is, is het haar eigen stem.
Drescher ontwikkelde al op jonge leeftijd een passie voor acteren en sloot zich aan bij de toneelafdeling van haar school om haar talent verder te ontwikkelen. De eerste keer dat Drescher zich op een podium thuis voelde, was toen ze tweede werd bij de Miss New York Teenager-verkiezing van 1973.

### Carrière
In 1977 speelde Drescher een kleine rol in de film Saturday Night Fever uit 1977, een iets grotere rol in This Is Spinal Tap uit 1984, maar ze geniet vooral bekendheid als Fran Fine uit de komische televisieserie The Nanny (1993-1999), een serie die ze zelf bedacht en produceerde. In de serie speelde Drescher het personage Fran Fine, een flamboyante nanny uit Queens die voor de kinderen van een rijke Britse Broadway-producent zorgt. Na The Nanny bleef Drescher actief in de film- en televisiewereld, met rollen in series zoals Happily Divorced en Indebted. Ze heeft ook haar stem geleend aan geanimeerde personages in films zoals Hotel Transylvania.
In september 2021 werd Drescher verkozen tot voorzitter van SAG-AFTRA, waar ze zich inzet voor de rechten van acteurs en andere leden van de entertainmentindustrie, en leidde de bond in de periode van de Writers Guild of America-staking van 2023 van de 160.000 leden van de vakbond na mislukte onderhandelingen met de Amerikaanse film- en televisiestudio's.

### Privéleven
Fran Drescher is twee keer getrouwd geweest. Haar eerste huwelijk was met haar middelbareschoolliefde, Peter Marc Jacobson. Ze trouwden in 1978, toen Drescher 21 was. Ze scheidden in 1999, maar bleven goede vrienden en professionele partners. Jacobson kwam na hun scheiding uit de kast als homoseksueel . Drescher's tweede huwelijk was met Dr. Shiva Ayyadurai, een wetenschapper en politicus. Ze trouwden in 2014, maar hun huwelijk duurde slechts twee jaar.
In haar privéleven heeft Drescher te maken gehad met aanzienlijke uitdagingen. Ze werd gediagnosticeerd met baarmoederhalskanker in juni 2000, na twee jaar van symptomen en misdiagnoses door acht artsen. Uiteindelijk kreeg ze de juiste diagnose en overwon ze de ziekte. Ze heeft haar ervaringen met kanker gedocumenteerd in haar boek Cancer Schmancer, en heeft een non-profitorganisatie opgericht met dezelfde naam om gezondheidsbewustzijn en vroege detectie van kanker te bevorderen. Ze heeft ook gediend als een Amerikaanse diplomatieke gezant voor gezondheidskwesties.
Drescher is ook een fervent activist en heeft zich uitgesproken over verschillende kwesties, waaronder vrouwenrechten en LGBT-rechten.

## Filmografie
- Saturday Night Fever (1977) - Connie
- American Hot Wax (1978) - Sheryl
- The Beautician and the Beast (1997) - Joy Miller
- Stranger in Our House (Televisiefilm, 1978) - Carolyn Baker
- The Hollywood Knights (1980) - Sally
- Gorp (1980) - Evie
- Ragtime (1981) - Mameh
- Fame Televisieserie - Rhonda (Afl., Metamorphosis, 1982)
- Doctor Detroit (1983) - Karen Blittstein
- This Is Spinal Tap (1984) - Bobbi Flekman
- Young Lust (1984) - Rol onbekend
- The Rosebud Beach Hotel (1984) - Linda
- 227 Televisieserie - Mrs. Baker (Afl., The Refrigerator, 1985)
- Who's the Boss? Televisieserie - Carol Patrice (Afl., The Heiress, 1985)
- Charmed Lives Televisieserie - Joyce Columbus (1986)
- Who's the Boss? Televisieserie - Joyce Columbus (Afl., Charmed Lives, 1986)
- Night Court Televisieserie - Miriam Brody (Afl., Author, Author, 1986)
- Once a Hero Televisieserie - Rol onbekend (Afl., Manos Arriba Mrs. Greely, 1987)
- Rock 'n' Roll Mom (Televisiefilm, 1988) - Jody Levin
- It Had to Be You (1989) - Rol onbekend
- What's Alan Watching? (Televisiefilm, 1989) - Gail Hoffstetter
- Love and Betrayal (Televisiefilm, 1989) - Germaine
- UHF (1989) - Pamela Finklestein
- The Big Picture (1989) - Polo Habel
- The Tracey Ullman Show Televisieserie - Assisent-verkoopster (Afl., By Stuff Possessed, 1989)
- Wedding Band (1990) - Veronica
- Alf Televisieserie - Roxanne (Afl., Future's So Bright, I Gotta Wear Shades, 1990)
- Cadillac Man (1990) - Joy Munchack
- WIOU Televisieserie - Jo Finc (Afl., Pilot, 1990)
- Dream On Televisieserie - Kathleen (Afl., The Second Greatest Story Ever Told, 1991)
- Princesses Televisieserie - Melissa Kirshner (Afl. onbekend, 1991)
- We're Talking Serious Money (1992) - Valerie
- Civil Wars Televisieserie - Rol onbekend (Afl., A Bus Named Desire, 1992)
- Without Warning: Terror in the Towers (Televisiefilm, 1993) - Rosemarie Russo
- Car 54, Where Are You? (1994) - Velma Valour
- The Nanny Christmas Special: Oy to the World (Televisiefilm, 1995) - Fran Fine (Stem)
- Jack (1996) - Dolores 'D.D.' Durante
- The Beautician and the Beast (1997) - Joy Miller
- The Simple Life Televisieserie - Rol onbekend (Afl., Pilot, 1998)
- The Nanny Televisieserie - Fran Fine (144 afl., 1993-1999)
- Kid Quick (2000) - Kerry
- Picking Up the Pieces (2000) - Sister Frida
- Good Morning, Miami! Televisieserie - Roberta Diaz (Afl., Fear and Loathing in Miami, 2003|About a Ploy, 2003|Three Weeks Notice, 2003)
- Beautiful Girl (Televisiefilm, 2003) - Amanda Wasserman
- Strong Medicine Televisieserie - Irene Slater (Afl., Cinderella in Scrubs, 2004)
- Phua Chu Kang Televisieserie - Fran Fine (Episode 7.3, 2004)
- What I Like About You Televisieserie - Fran Reeves (Afl., Girls Gone Wild, 2005)
- Santa's Slay (2005) - Virginia Mason
- Living with Fran Televisieserie - Fran Reeves (26 afl., 2005-2006)
- Shark Bait (2006) - Pearl (Stem)
- The Simpsons Televisieserie - Vrouwelijke Golem (Afl., Treehouse of Horror XVII, 2006, stem)
- Law & Order: Criminal Intent Televisieserie - Rol onbekend (Afl., The War at Home, 2006)
- Happily Divorced Televisieserie - Fran Lovett (34+ afl., 2011-actueel)
- Hotel Transylvania (2011, stem) - Eunice
- Hotel Transylvania 2 (2015, stem) - Eunice
- Hotel Transylvania 3 (2018, stem) - Eunice
- The Christmas setup (2020) - Kate Spencer
- Hotel Transylvania: Transformania (2022, stem) - Eunice

- Biblioteca Nacional de España: XX1416358
- Bibliothèque nationale de France: cb14173195v (data)
- Gemeinsame Normdatei: 119474700
- International Standard Name Identifier: 0000 0000 7245 6243
- Library of Congress Control Number: no96008826
- Nationale Bibliotheek van Letland: 000289399
- Nationale Bibliotheek van Israël: 987007445027805171
- Nederlandse Thesaurus van Auteursnamen: 167907522
- SNAC: w6073cs7
- Virtual International Authority File: 59293685
- WorldCat: E39PBJbxGTBF4fgkByd94hmTpP